# Сен-Пьер (Италия)
Сен-Пьер (фр. Saint-Pierre) — коммуна в Италии, располагается в автономном регионе Валле-д’Аоста.
Население составляет 2835 человек (2008 г.), плотность населения составляет 109 чел./км². Занимает площадь 26 км². Почтовый индекс — 11010. Телефонный код — 0165.
Покровителем коммуны почитается святой апостол Пётр, празднование 29 июня.

## Демография
Динамика населения:

## Города-побратимы
- Сен-Пьер-ан-Фосиньи, Франция

## Галерея

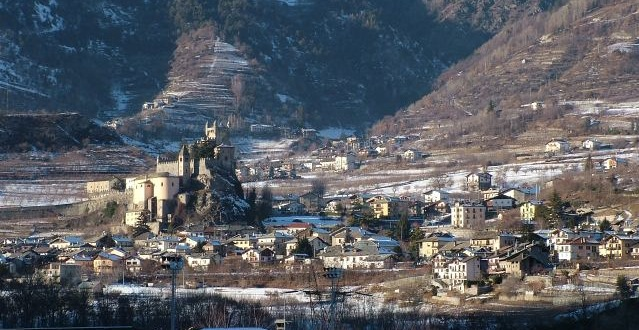
Панорама
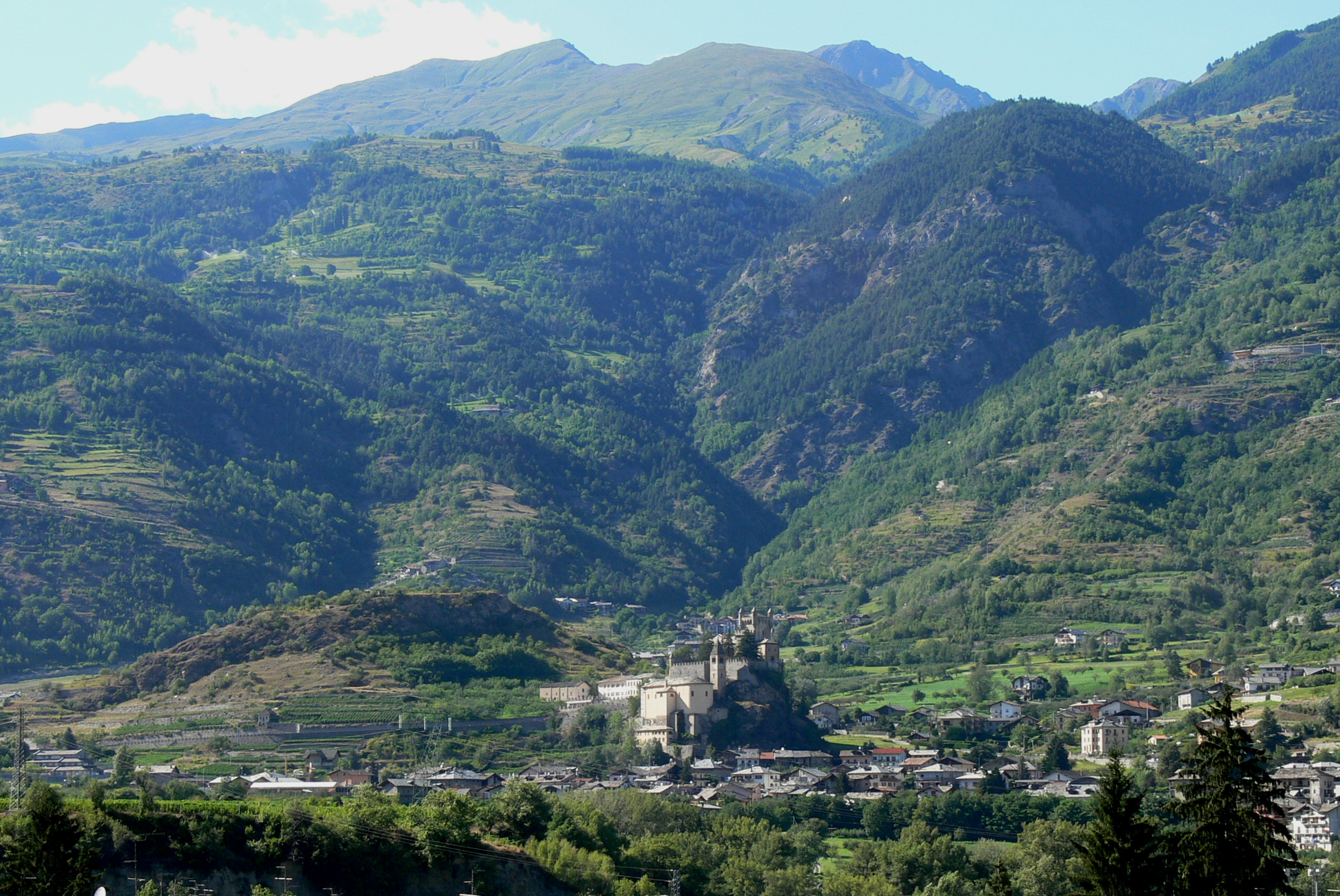
Горы, окружающие Сен-Пьер
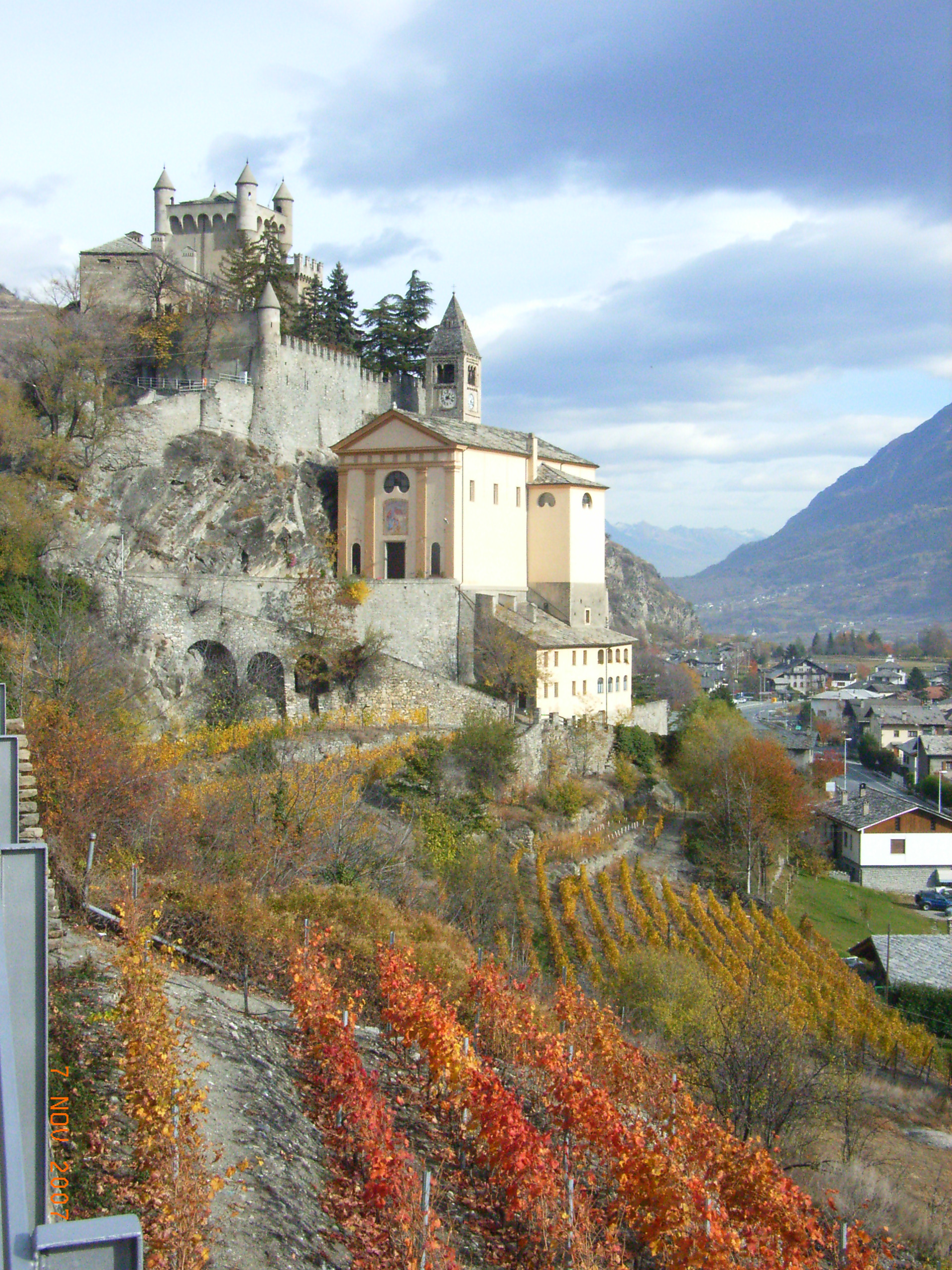
Замок Сен-Пьер среди виноградников
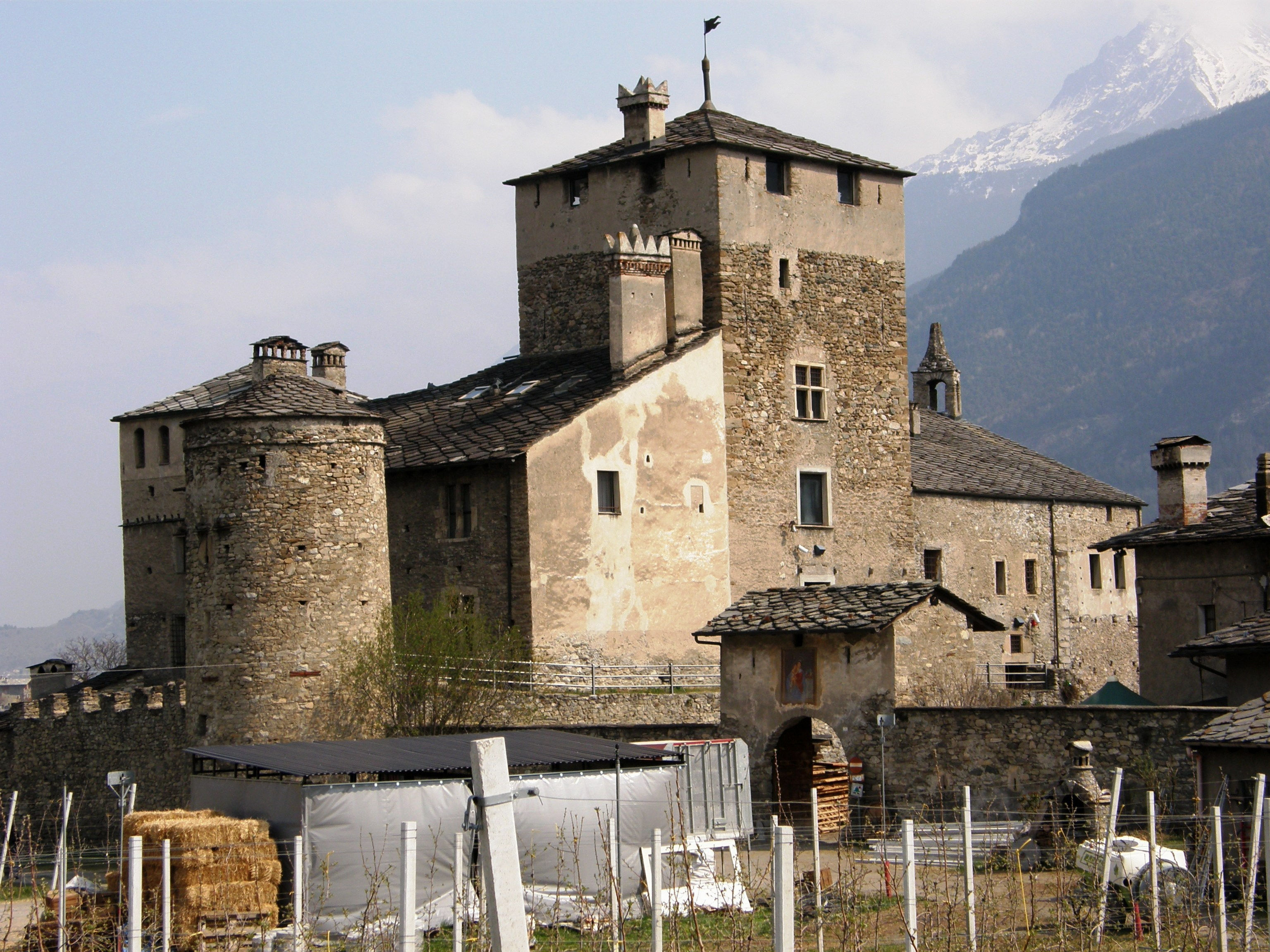
Замок Саррьо-де-ля-Тур (фр. Sarriod de la Tour)
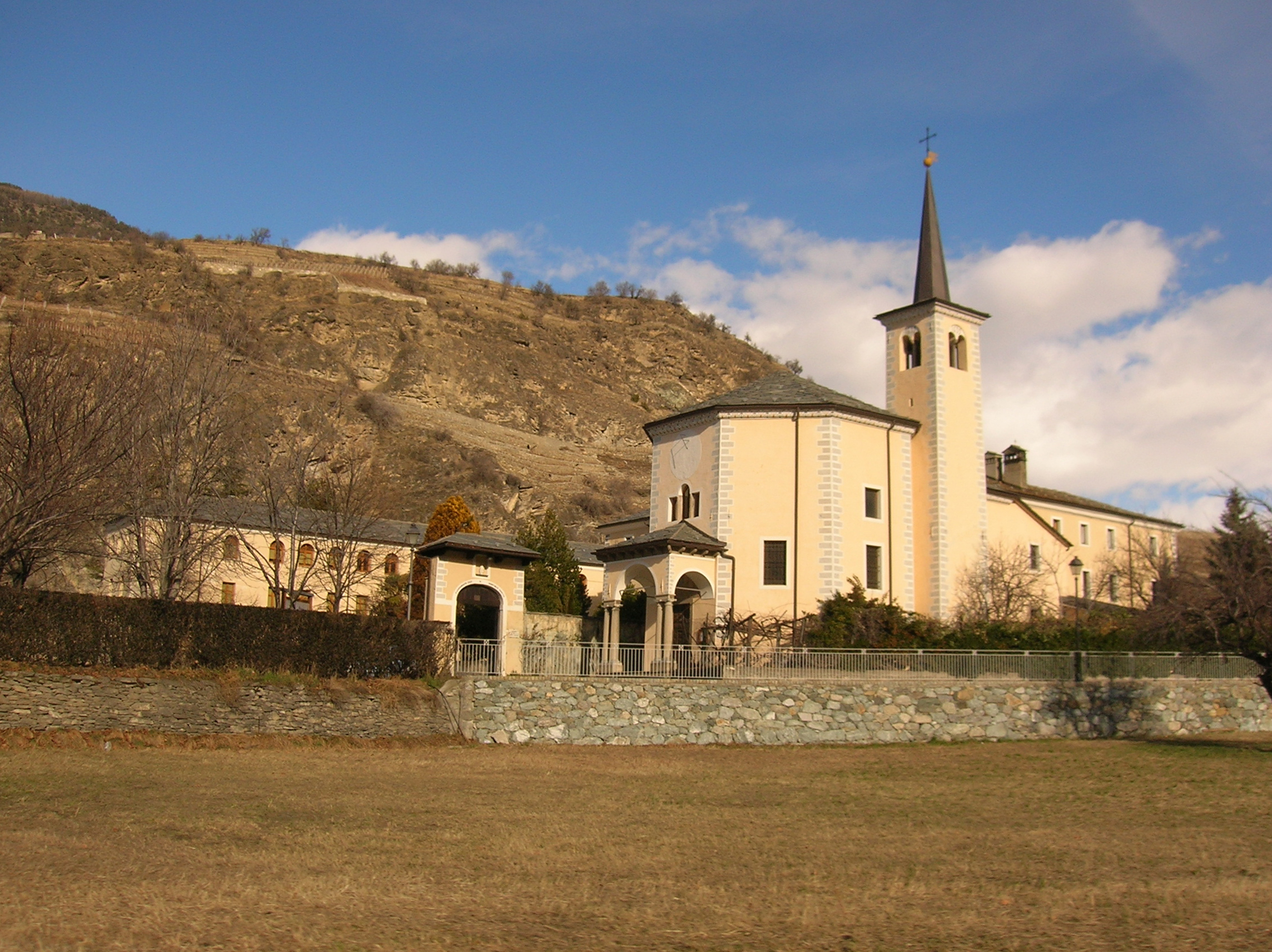
Приорат Сен-Жакем (фр. Saint-Jacquême)
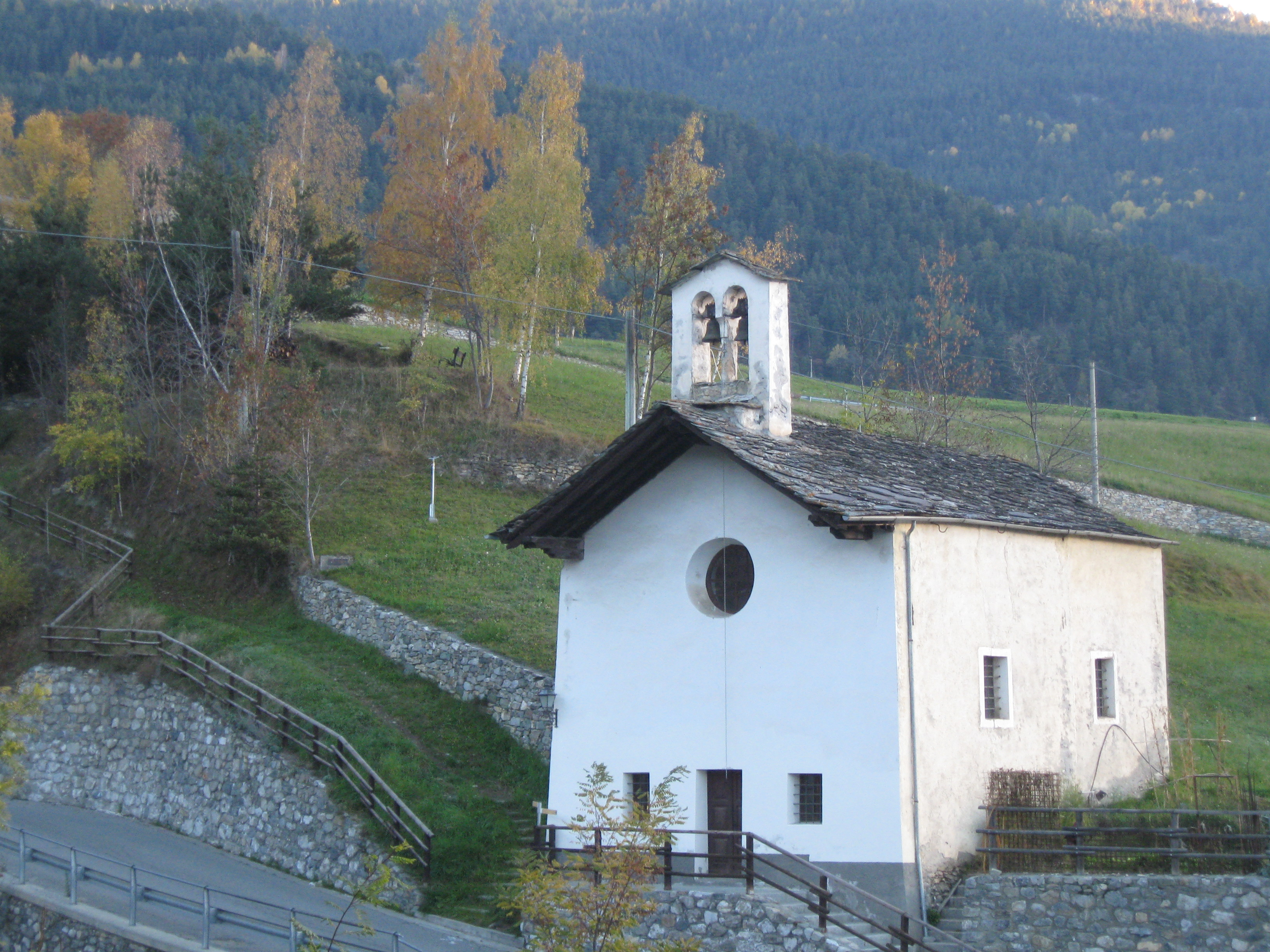
Часовня Рюмьо (фр. Rumiod)
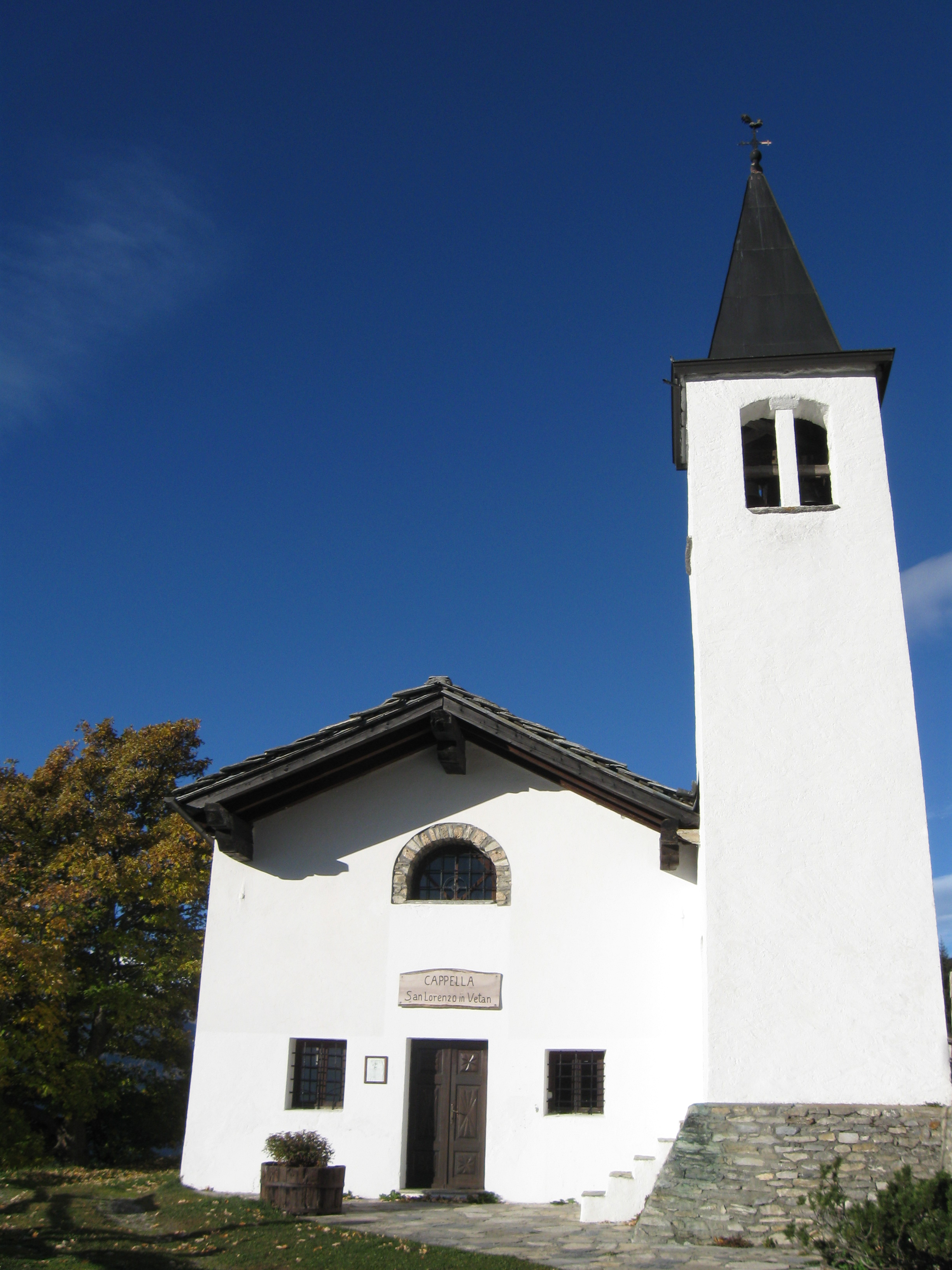
Часовня Ветан (фр. Vétan)